# 旧田中銀行博物館
旧田中銀行博物館（きゅうたなかぎんこうはくぶつかん）は、山梨県甲州市勝沼町勝沼にある歴史的建造物である。1898年（明治31年）頃に施工建築されたものと推定されている、明治初期の山梨県内に建設された藤村式建築の流れをくむ擬洋風建築である。
博物館として活用されている旧田中銀行社屋は、敷地内の土蔵（レンガ倉庫）とともに1997年（平成9年）5月7日に国の登録有形文化財に登録された。また、2007年（平成19年）11月30日には経済産業省により、前述した社屋、土蔵（レンガ倉庫）、および繭倉を加えた3件が「甲州市のワイン醸造を支えたインフラ施設・建築物」として近代化産業遺産の認定遺産リストに選ばれた。

## 概要
旧田中銀行博物館のある甲州市勝沼町勝沼は、甲州街道の宿場・勝沼宿として栄えた宿場町である。江戸から甲府へ向かう甲州街道の難所笹子峠を超えると、駒飼宿、鶴瀬宿と山間部の小規模な宿場が2宿続き、次の勝沼宿は山間地から平坦地の甲府盆地に入った最初の大きな宿場町である。
旧田中銀行は勝沼宿のほぼ中央、甲州街道（旧国道20号）沿いの北側に位置しており、博物館として公開されている建物は当初、勝沼郵便電信局舎として1898年（明治31年）頃に建てられたものである。郵便電信局舎、銀行、住居、博物館と用途を変え、その都度内部は間取りを含め改修されてきた。郵便電信局舎として建てられたものの、登録有形文化財の名称が「旧田中銀行社屋」であるのは、土蔵（レンガ倉庫）や3階建ての繭蔵など、銀行としての体裁が整っているためである。

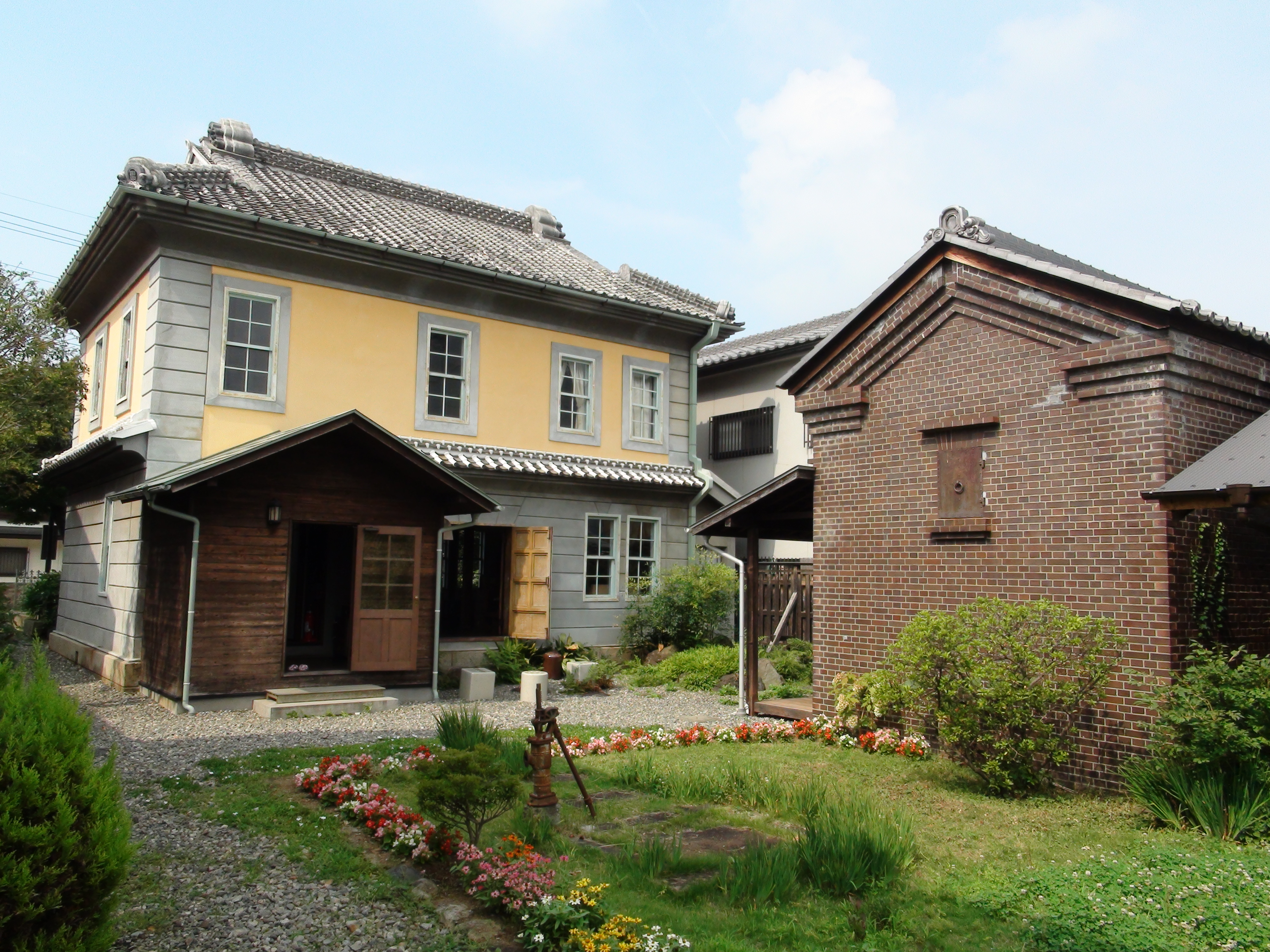
裏手から見た旧田中銀行社屋と土蔵（レンガ倉庫）
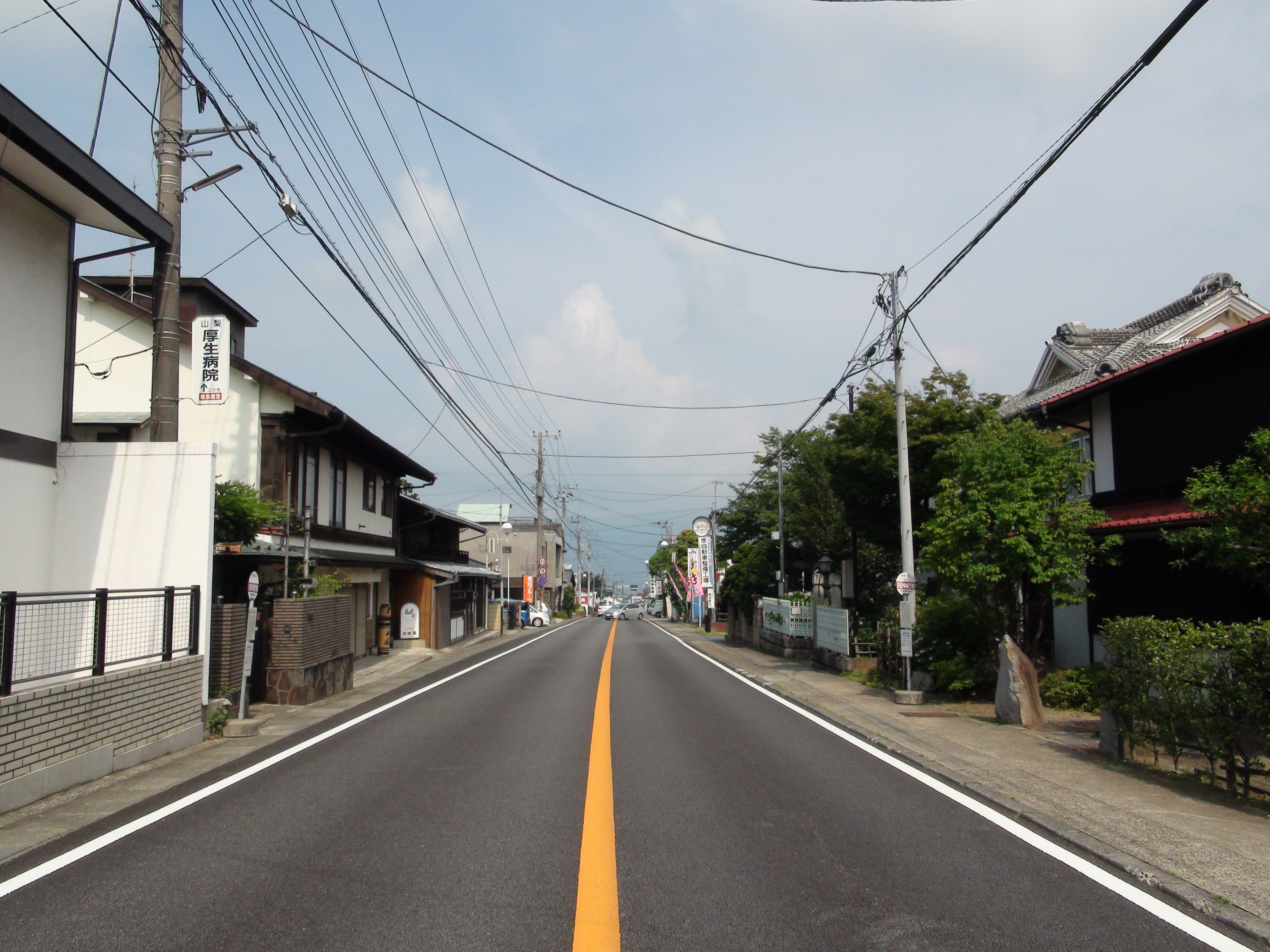
甲州街道を挟んで向かい合う、旧田中銀行（右：瓦葺屋根の建物）と田中家（左）

## 沿革

### 勝沼郵便電信局舎時代
当時新宿駅から八王子駅まで開通していた甲武鉄道（現中央本線）を、甲府駅まで延伸する工事に伴い予想された電信需要に備えるために、勝沼郵便電信局舎は建設された。明治期に山梨県内で建築された旧睦沢学校校舎などの藤村式建築を手がけた、下山大工の棟梁である松木輝殷（まつきてるしげ）によって施工されたものと伝えられている。松木輝殷は1843年（天保14年）、南部下山（現南巨摩郡身延町下山）に生まれ、主に擬洋風の学校建築を手がけた人物として知られている。
その外観は、明治期の代表的な洋風建築である初代帝国ホテルなどに見られる組石造りの外装を灰漆喰で真似た横縞模様のパターンで、当時の左官技術の盛んな様子をうかがうことができる。また、車寄せの八角の柱には細かくノミで矢羽根状の装飾が施されており、玄関扉上部の建物2階の正面にはベランダが設けられている。
松木輝殷に建設を依頼したのは、勝沼郵便局の前身である勝沼郵便取扱所の所長であった田中英作であった。田中は勝沼宿に隣接する東山梨郡等々力村の戸長を務めていたことから、1876年（明治9年）に、隣村の祝村に作られた擬洋風建築の祝学校や、1880年（明治13年）に完成した擬洋風建築、勝沼中学校の建設に係わっていた。その際、祝学校の建築を手がけたのが松木輝殷であり、それ以来2人は旧知の仲であったという。

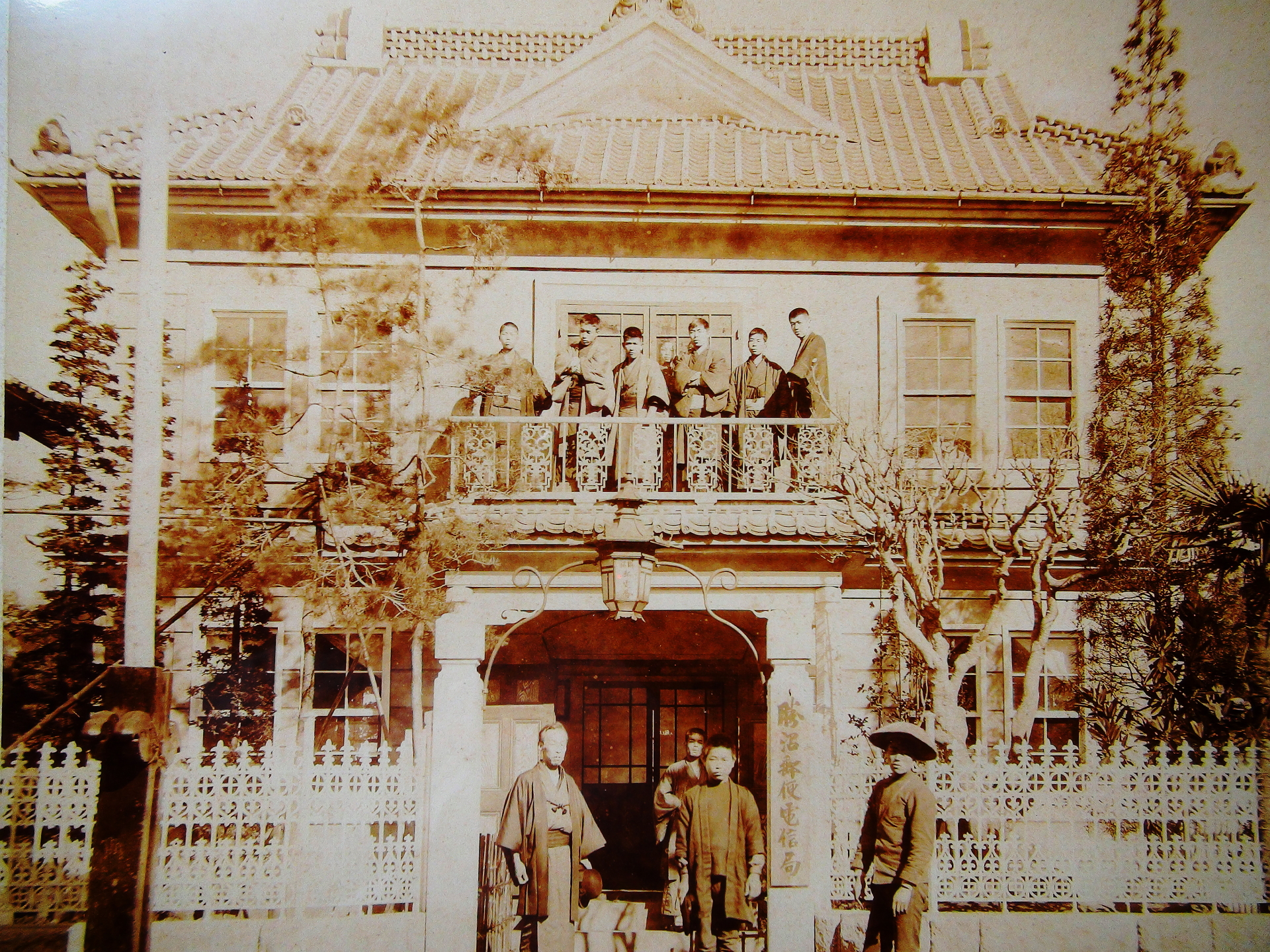
勝沼郵便電信局開業当時の写真
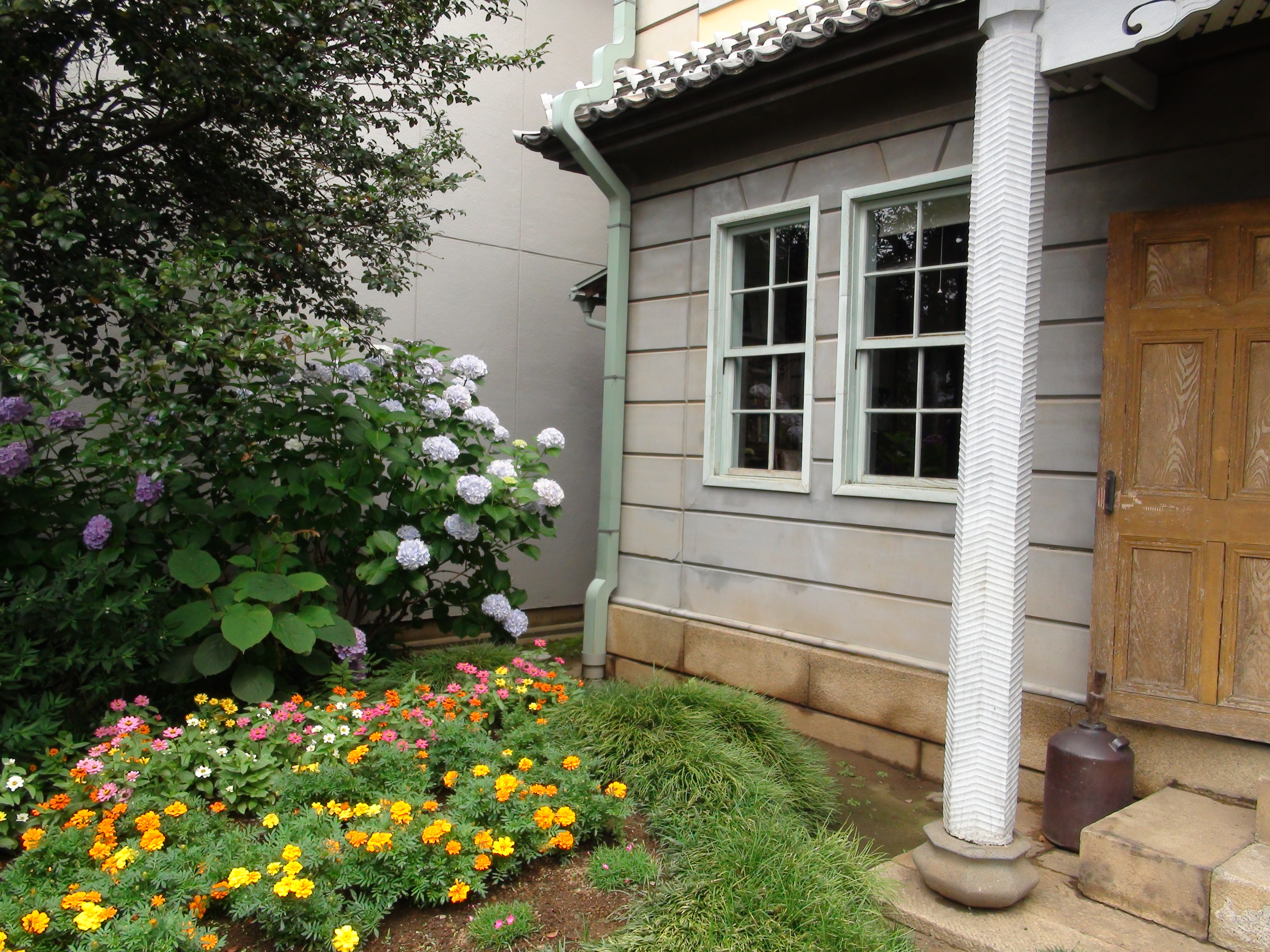
組石造風の漆喰壁と車寄せの八角柱

### 田中銀行時代
郵便電信局としての業務を終えた建物は、1920年（大正9年）に創業した田中銀行(山梨田中銀行とも呼ばれる。)の社屋となる。1階部分に当初4つあった部屋は壁が取り払われ、カウンター等が設けられた。また、社屋の裏手には銀行取引の重要書類等の保管施設として、土蔵（レンガ倉庫）、および繭蔵1棟、米蔵2棟が整備された。戦前までの勝沼の主力産業は養蚕であり、田中銀行は繭を担保に農家への融資を行い、繭の出荷所の機能も担っていたという。
今日博物館として公開されている内装や間取りはこの時の改修によるものがベースになっており、手すり付きの螺旋階段や陶器でできた便器などが残されている。扉の随所に見られる、薄いペンキの上に濃い色を重ねて造られた「ペンキ木目」と呼ばれる模造木目は、山梨県内にはほとんど残っておらず貴重な資料となっている。また、ソファーやタイプライター、頭取が使用した事務机など、当時使用されていた備品も数多く残されている。

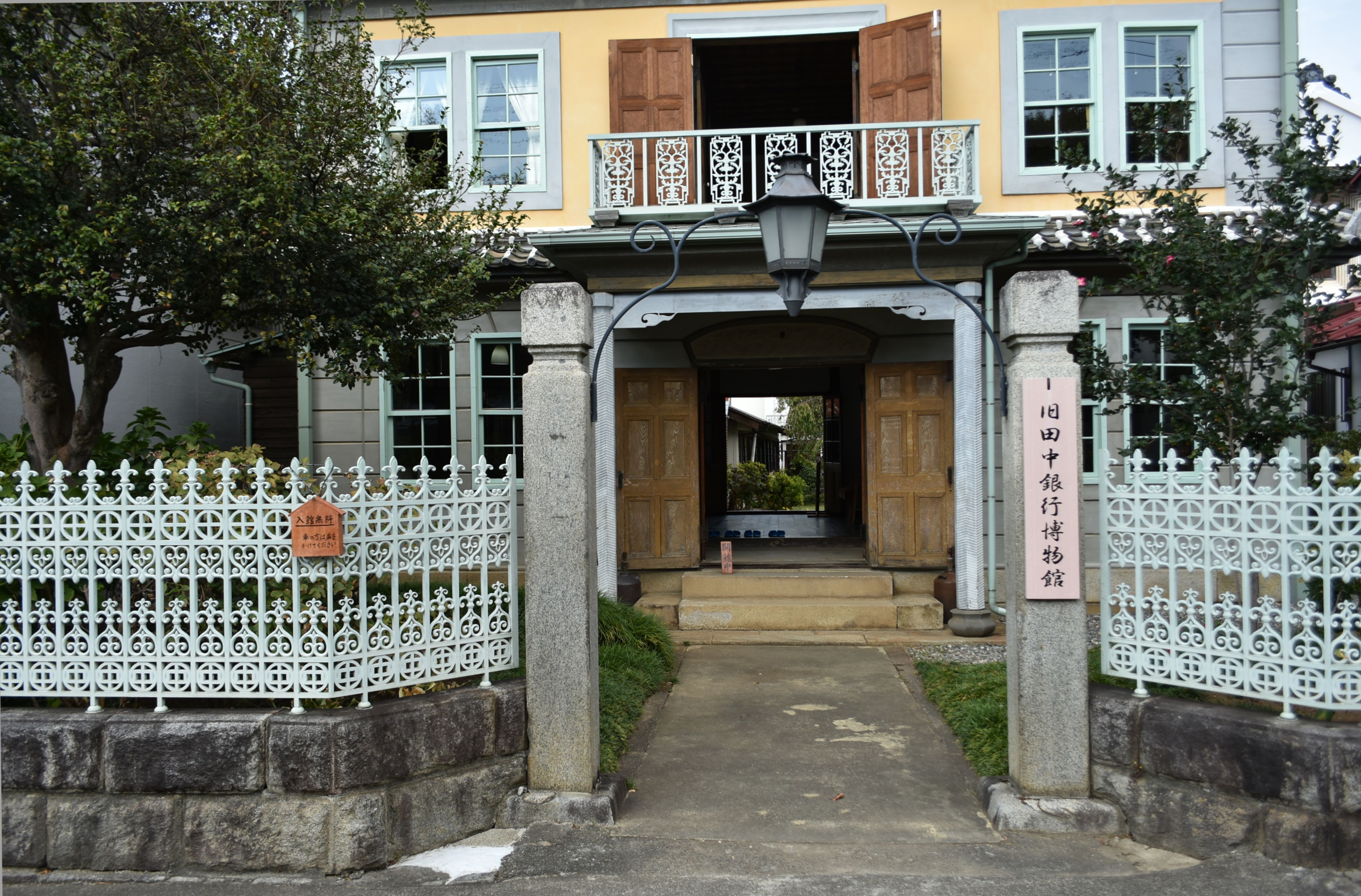
公道からの入り口（2018年10月10日撮影）
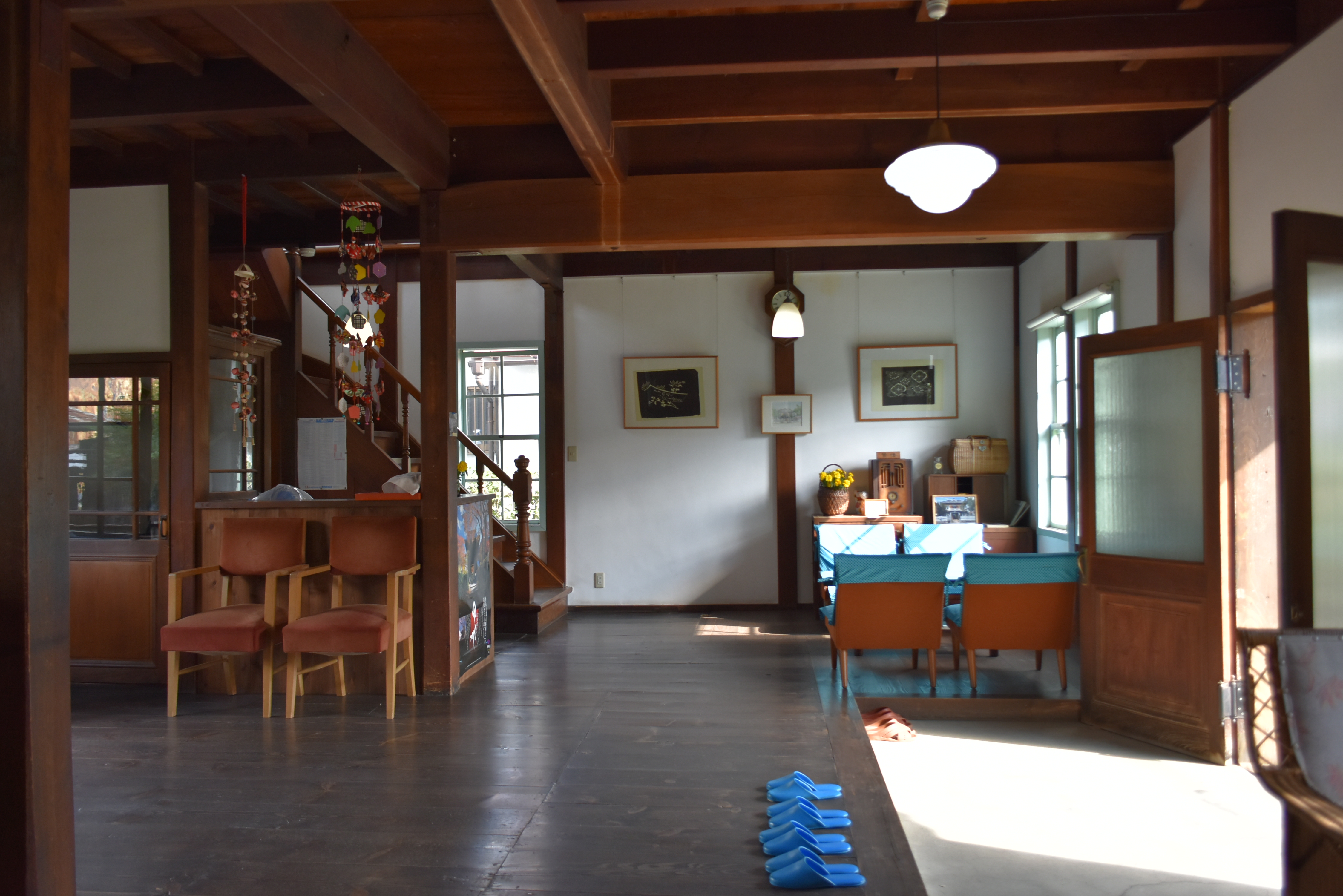
営業室内部（2018年10月10日撮影）
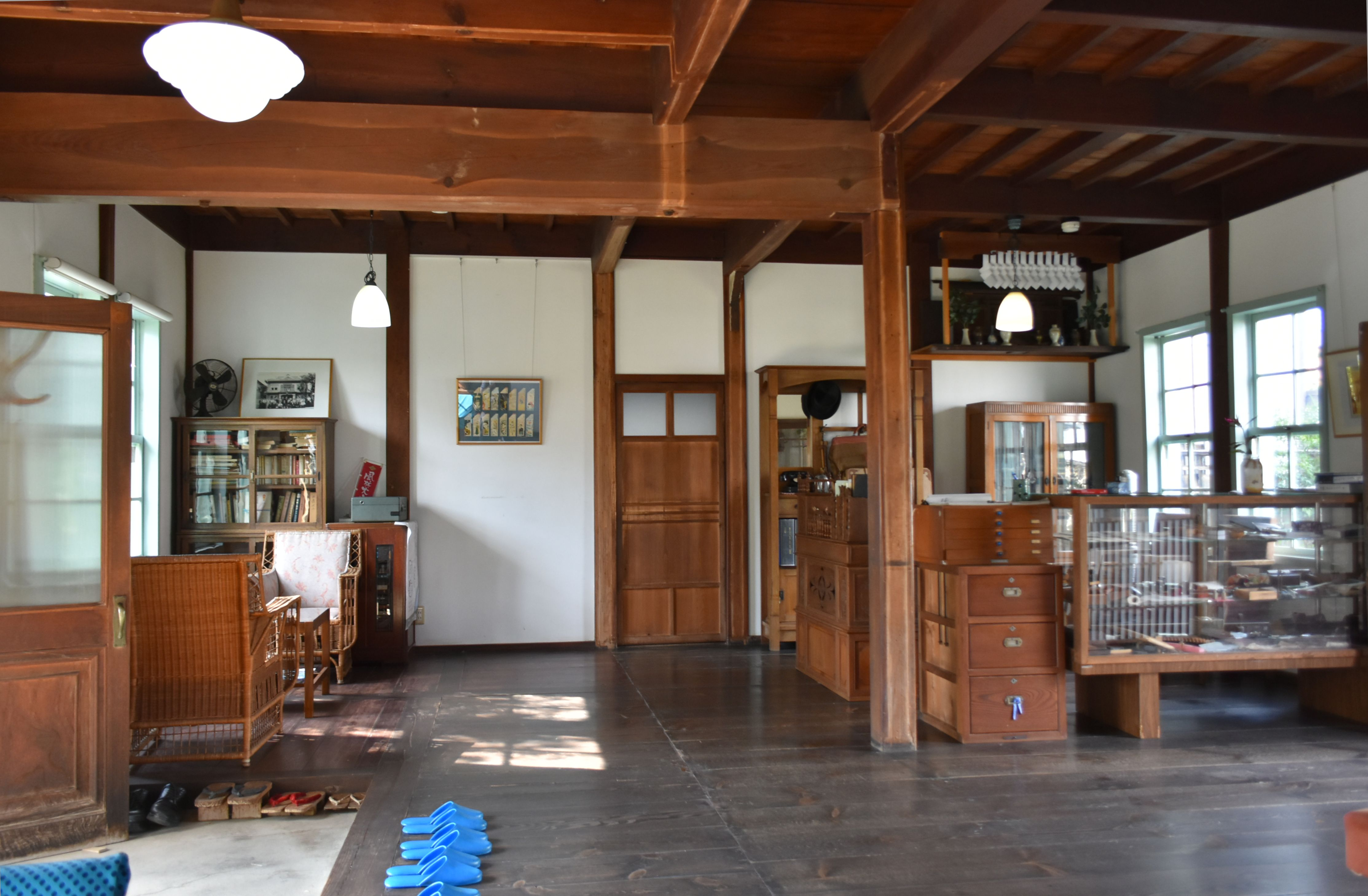
同左（2018年10月10日撮影）
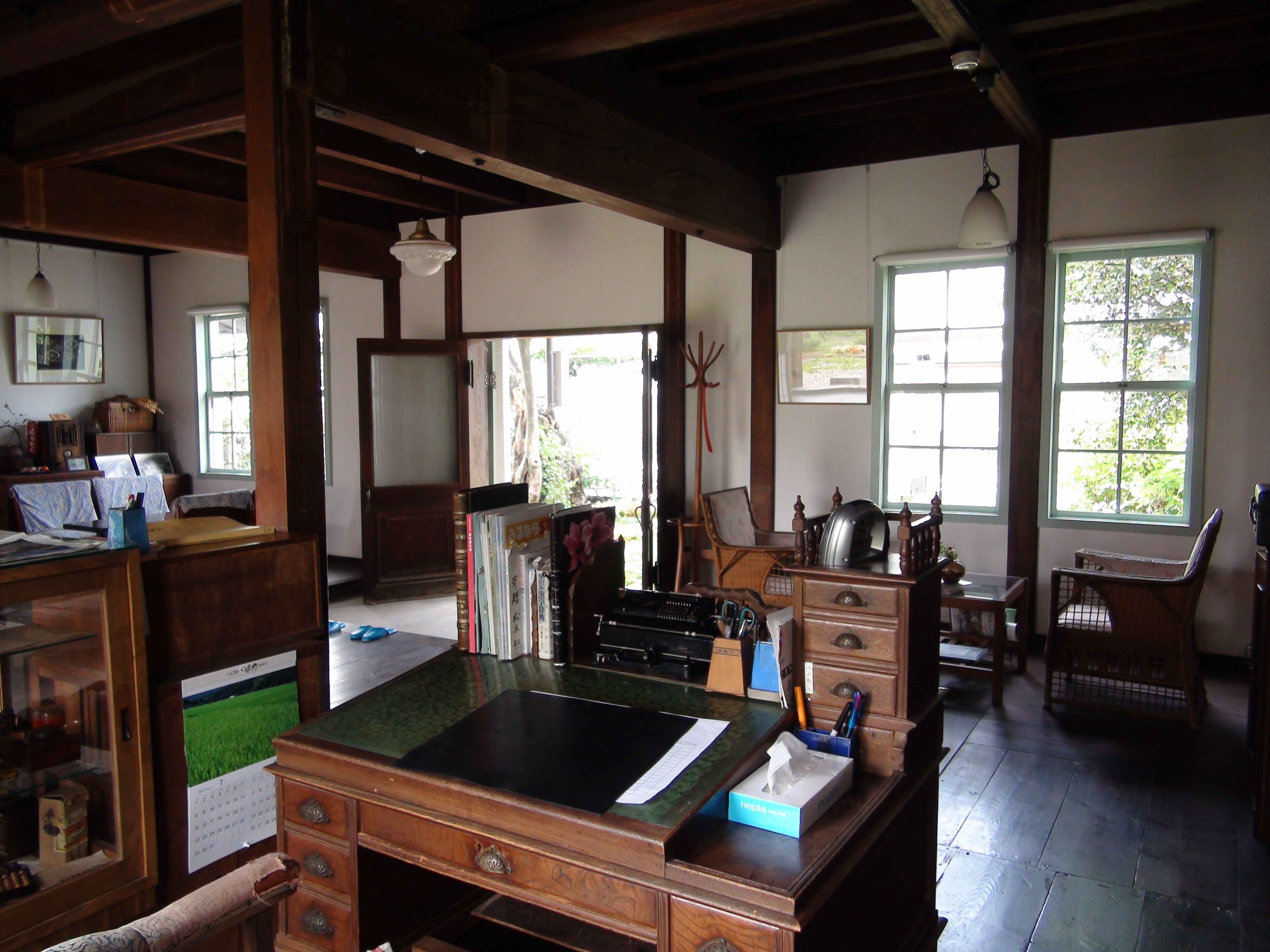
頭取の事務机
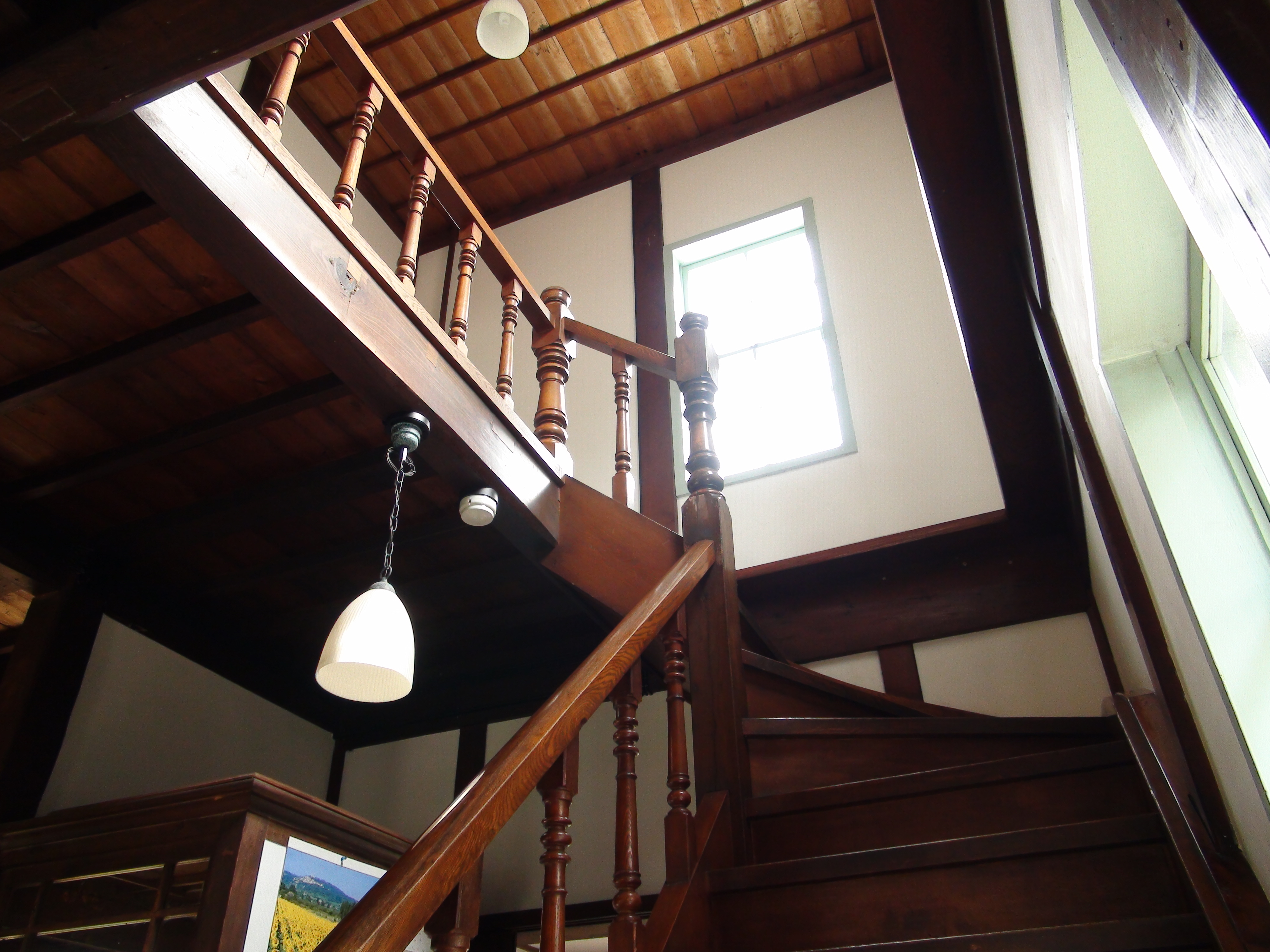
螺旋階段
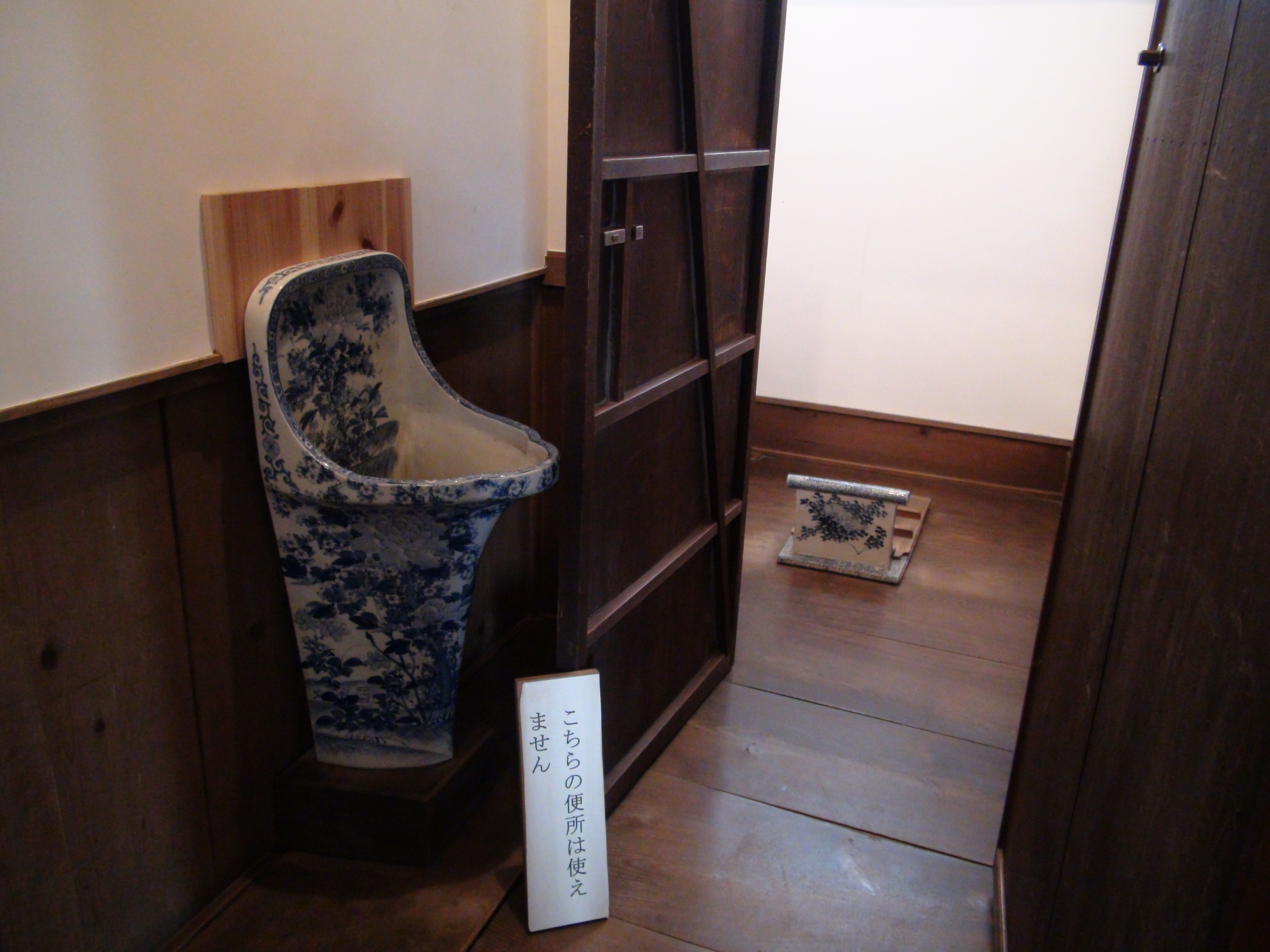
陶器製の便器
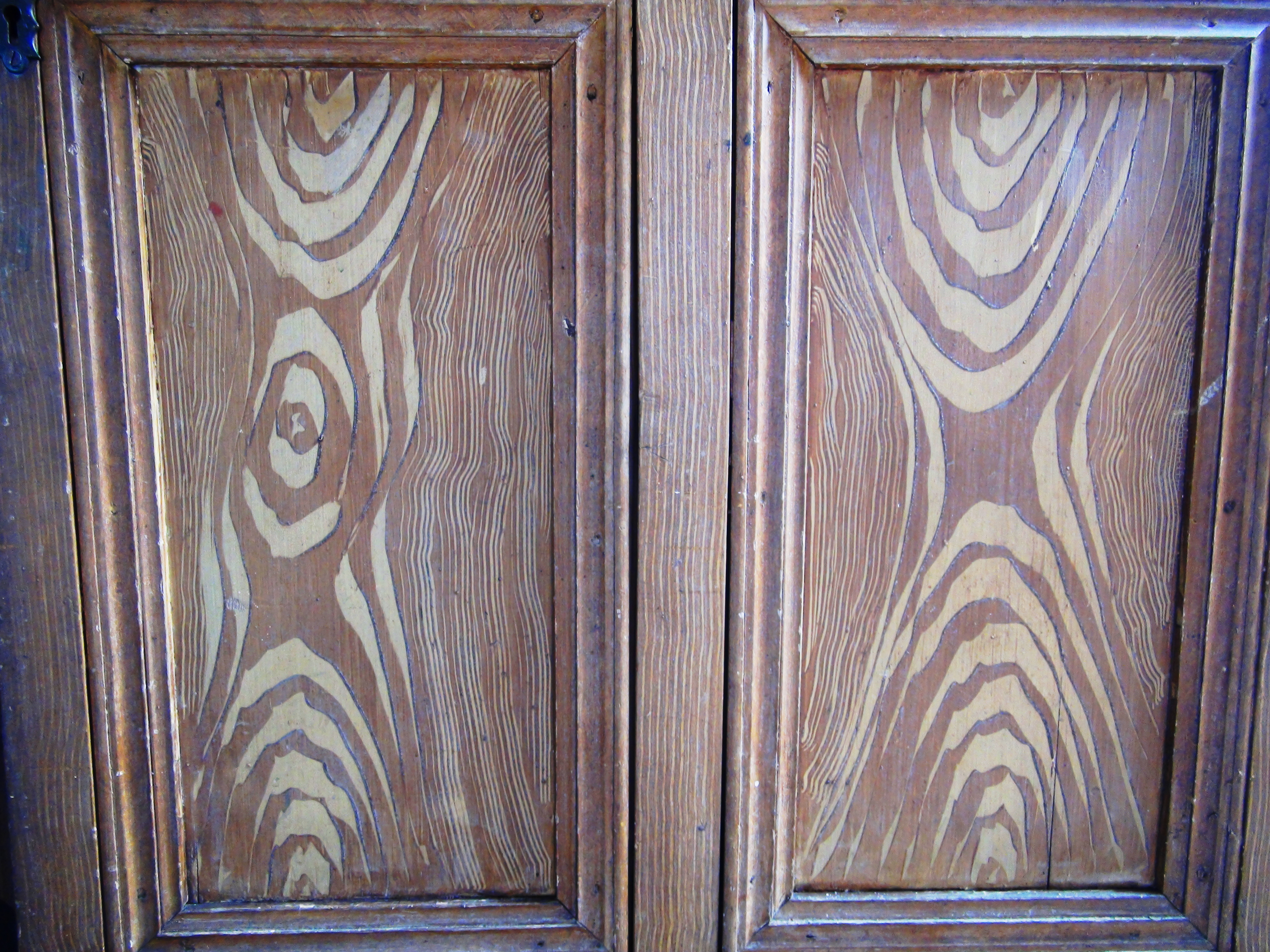
ペンキ木目
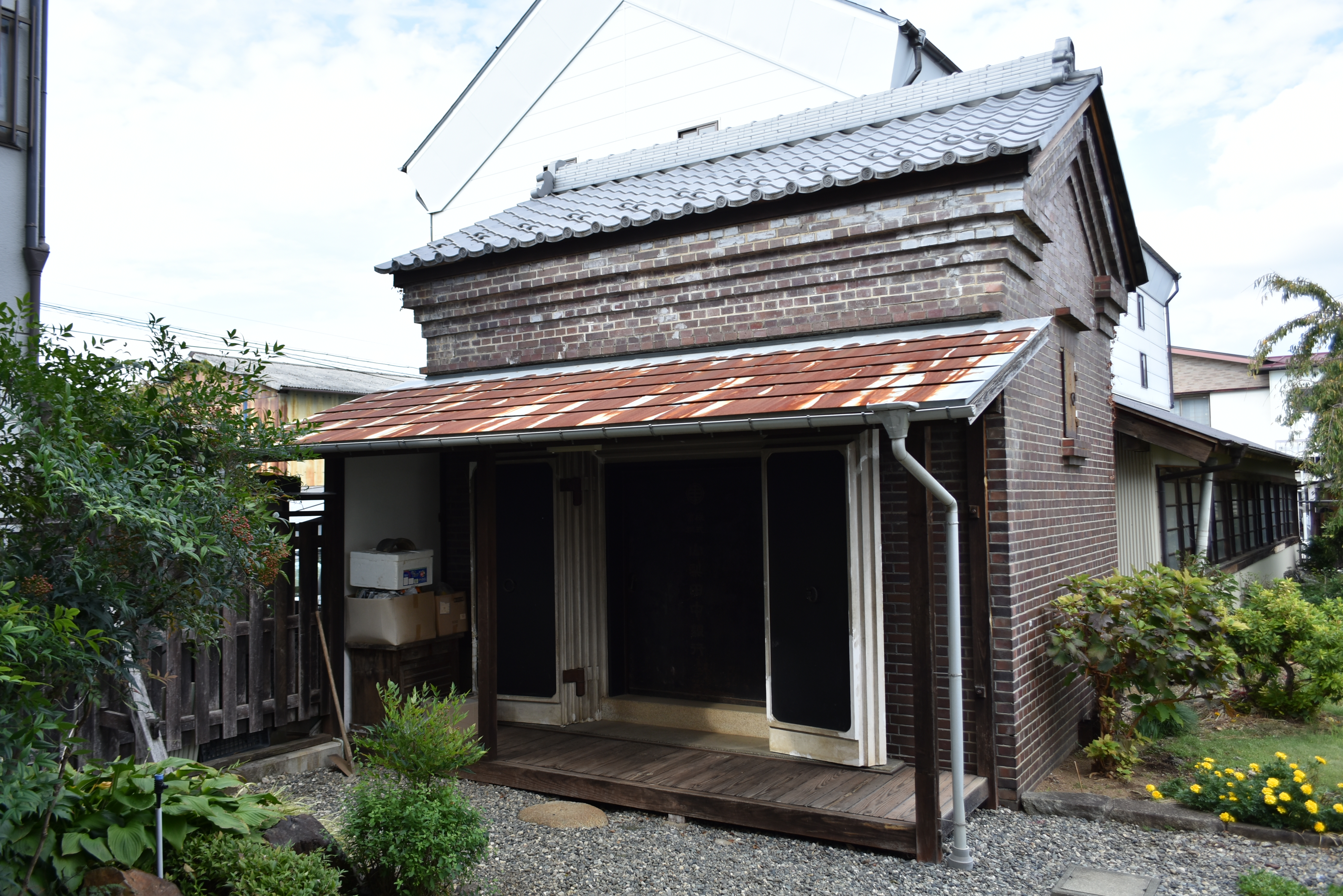
土蔵（2018年10月10日撮影）
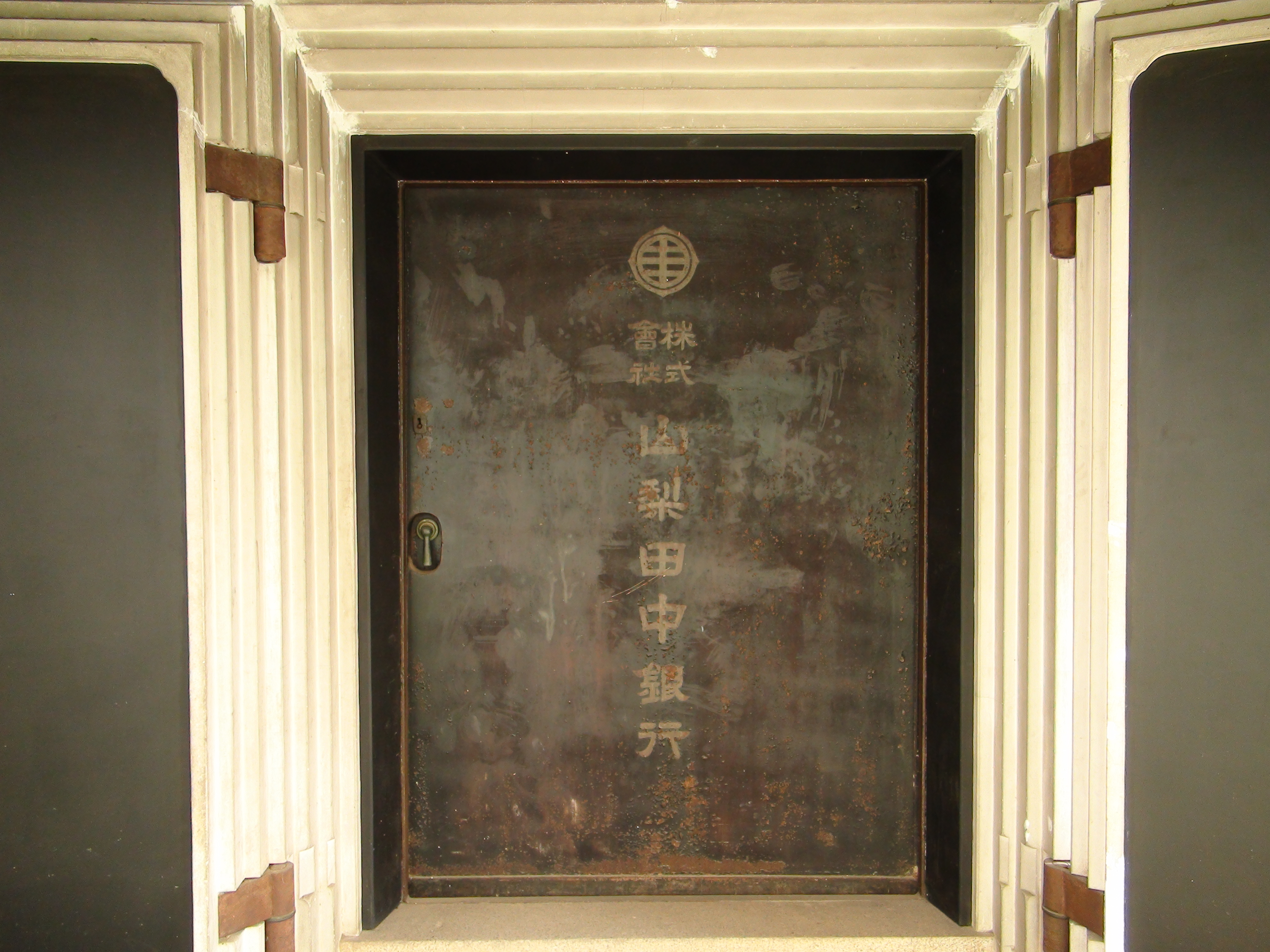
社名の残る土蔵（レンガ倉庫）の扉
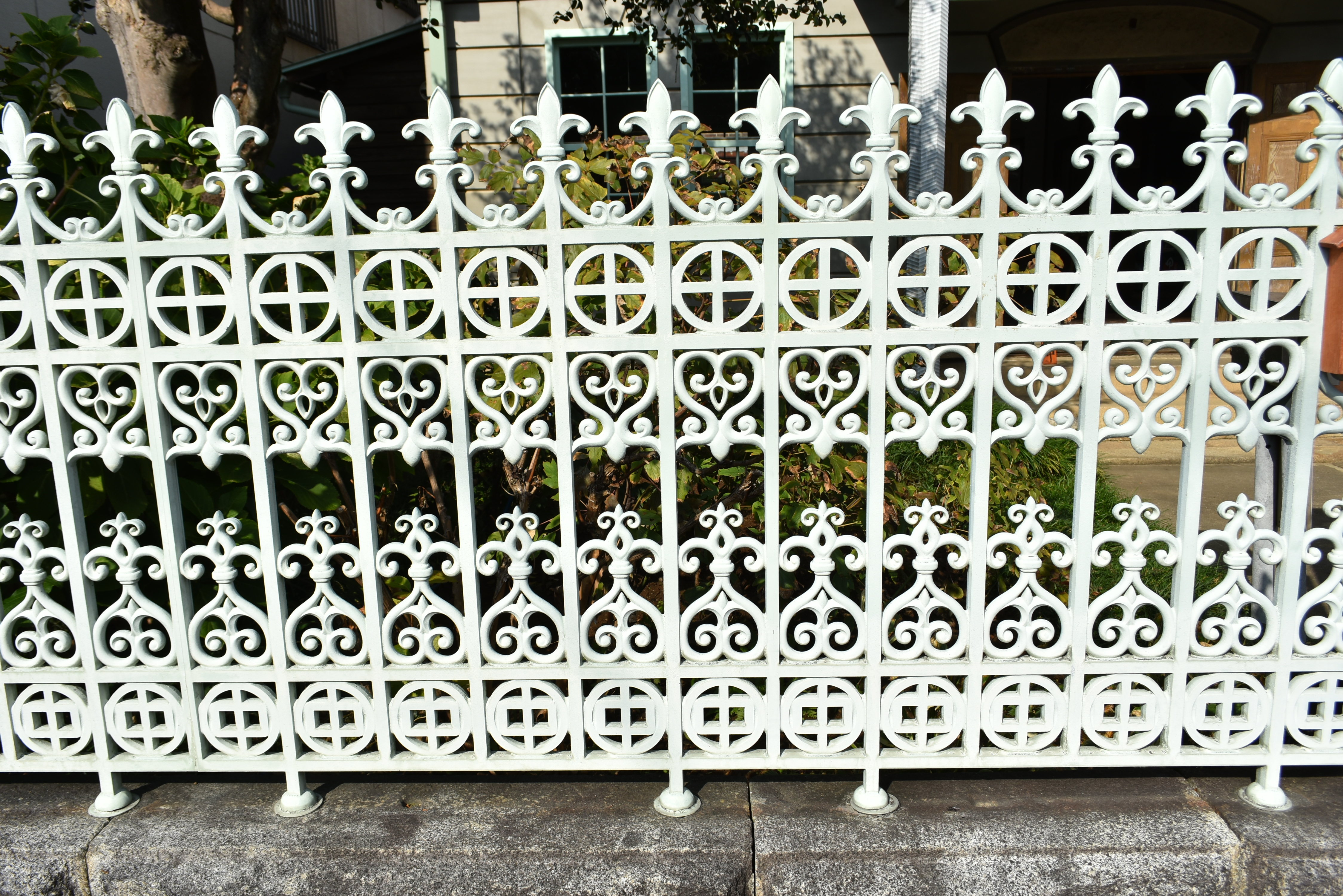
公道境沿いの柵に田中の文字（2018年10月10日撮影）

### 田中家住宅時代
昭和恐慌などにより1936年（昭和11年）に業務を終えた田中銀行は、頭取の田中家の住居となった。建物2階の和室3室は、甲州街道を挟んだ田中本家へ第二次世界大戦中疎開していた北白川宮家の侍従・水戸部孚に住居として使用され、北白川宮家所縁の品々が今日もそのまま残されている。
北白川宮家と田中家との縁は、1913年（大正2年）11月に山梨県で開催された機動演習に参列した北白川宮成久王の宿舎として、田中家が御用を仰せつかった時からのもので、その後も数回にわたり複数の宮家の宿舎や休憩所として田中家は利用されていた。

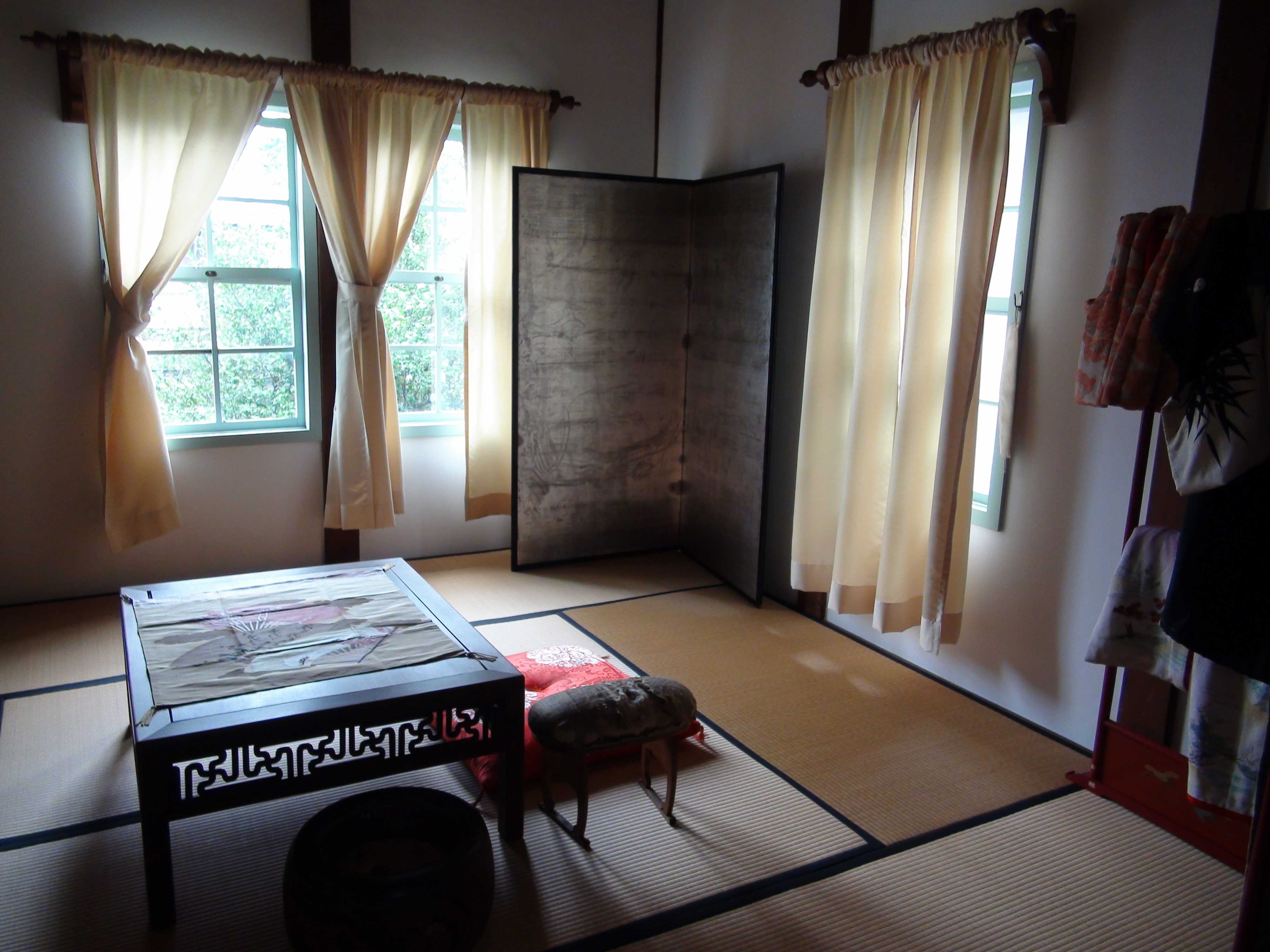
侍従が過ごした2階の和室
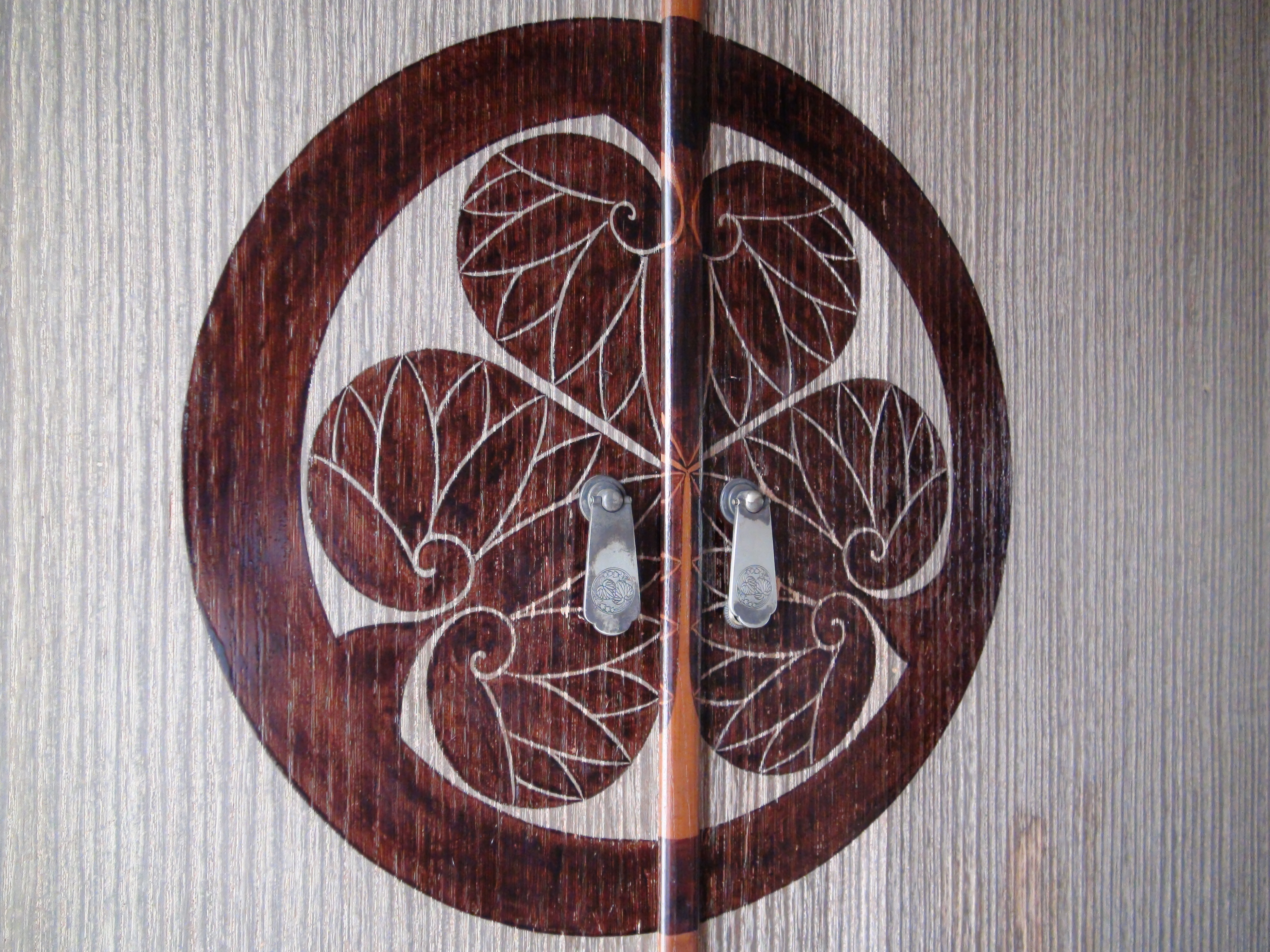
三つ葉葵の箪笥

### 登録有形文化財への登録
擬洋風建築の社屋は旧田中銀行社屋の名称で1997年（平成9年）5月7日に国の登録有形文化財に登録された。登録基準は「造形の規範となっているもの」である。外壁が煉瓦造を模している土蔵は旧田中銀行土蔵の名称で同じく1997年5月7日に国の登録有形文化財に登録された。登録基準は「国土の歴史的景観に寄与しているもの」である。登録翌年の1998年（平成10年）12月に所有者の田中家から、当時の勝沼町（現甲州市）に寄贈された。
その後、建物の内装や外壁の修復、裏手にある土蔵（レンガ倉庫）周辺の整備が行われ、2005年（平成17年）から旧田中銀行博物館として一般公開されている。博物館の管理運営は甲州市教育委員会に委託を受けた、地域住民から構成される「旧田中銀行友の会」のボランティアによって行われている。

## 交通アクセス・開館時間
アクセス
- 甲州市市民バスワインコース2「旧田中銀行博物館前」バス停下車。
- 中央本線「勝沼ぶどう郷駅」より、タクシー10分。
- 中央自動車道「勝沼インターチェンジ」より、約2キロ。

開館日
- 木曜日から日曜日（4月-10月）
- 土曜日・日曜日（11月-3月）

開館時間
- 9時から16時
- 入館無料

## 周辺施設
- 大善寺
- 勝沼氏館
- ぶどうの丘
- 大日影トンネル遊歩道・トンネルワインカーヴ - どちらも「甲州市のワイン醸造を支えたインフラ施設・建築物」を構成する近代化産業遺産。